# Bob Davies
Robert Edris Davies, detto Bob (Harrisburg, 15 gennaio 1920 – Hilton Head Island, 22 aprile 1990), è stato un cestista e allenatore di pallacanestro statunitense, professionista nella NBL, nella BAA e nella NBA.

## Statistiche
| † | Denota le stagioni in cui ha vinto il titolo |
| * | Primo nella lega                             |

### BAA-NBA

#### Regular Season
| Anno             | Squadra                | PG  | PT | MP   | TC%  | 3P% | TL%  | RP  | AP   | PRP | SP | PP   |
| ---------------- | ---------------------- | --- | -- | ---- | ---- | --- | ---- | --- | ---- | --- | -- | ---- |
| 1948-1949        | Rochester Royals (BAA) | 60  | -  | -    | 36,4 | -   | 77,6 | -   | 5,4* | -   | -  | 15,1 |
| 1949-1950        | Rochester Royals (NBA) | 64  | -  | -    | 35,7 | -   | 75,2 | -   | 4,6  | -   | -  | 14,0 |
| 1950-1951†       | Rochester Royals       | 63  | -  | -    | 37,2 | -   | 79,5 | 3,1 | 4,6  | -   | -  | 15,2 |
| 1951-1952        | Rochester Royals       | 65  | -  | 36,8 | 38,3 | -   | 77,6 | 2,9 | 6,0  | -   | -  | 16,2 |
| 1952-1953        | Rochester Royals       | 66  | -  | 33,6 | 38,5 | -   | 75,3 | 3,0 | 4,2  | -   | -  | 15,6 |
| 1953-1954        | Rochester Royals       | 72  | -  | 29,7 | 37,1 | -   | 71,8 | 2,7 | 4,5  | -   | -  | 12,3 |
| 1954-1955        | Rochester Royals       | 72  | -  | 26,0 | 41,5 | -   | 75,1 | 2,8 | 4,9  | -   | -  | 12,1 |
| Carriera BAA-NBA | Carriera BAA-NBA       | 462 | -  | 31,3 | 37,8 | -   | 75,9 | 2,9 | 4,9  | -   | -  | 14,3 |

#### Play-off
| Anno             | Squadra                | PG  | PT | MP   | TC%  | 3P% | TL%  | RP  | AP  | PRP | SP | PP   |
| ---------------- | ---------------------- | --- | -- | ---- | ---- | --- | ---- | --- | --- | --- | -- | ---- |
| 1949             | Rochester Royals (BAA) | 4   | -  | -    | 37,3 |     | 76,9 | -   | 3,3 | -   | -  | 12,0 |
| 1950             | Rochester Royals (NBA) | 2   | -  | -    | 23,5 |     | 87,5 | -   | 4,5 | -   | -  | 7,5  |
| 1951†            | Rochester Royals       | 14* | -  | -    | 33,8 |     | 80,0 | 3,1 | 5,4 | -   | -  | 15,9 |
| 1952             | Rochester Royals       | 6   | -  | 38,8 | 40,2 |     | 81,8 | 2,2 | 4,7 | -   | -  | 19,8 |
| 1953             | Rochester Royals       | 3   | -  | 30,3 | 20,7 |     | 70,0 | 1,3 | 4,7 | -   | -  | 8,7  |
| 1954             | Rochester Royals       | 6   | -  | 28,7 | 32,7 |     | 73,9 | 2,0 | 2,3 | -   | -  | 8,5  |
| 1955             | Rochester Royals       | 3   | -  | 25,0 | 33,3 |     | 75,0 | 2,0 | 3,0 | -   | -  | 8,3  |
| Carriera BAA-NBA | Carriera BAA-NBA       | 38  | -  | 31,7 | 34,1 |     | 78,8 | 2,4 | 4,3 | -   | -  | 13,3 |

## Palmarès
- Campione NBL (1946)
- NBL MVP (1947)
- All-NBL First Team (1947)
- All-NBL Second Team (1948)
- All-BAA First Team (1949)
- Miglior passatore BAA (1949)
- Campionato NBA: 1

Rochester Royals: 1951
- 3 volte All-NBA First Team (1950, 1951, 1952)
- All-NBA Second Team (1953)
- 4 volte NBA All-Star (1951, 1952, 1953, 1954)
- Incluso tra i 10 migliori giocatori nel venticinquesimo anniversario della NBA